# تيموثي جون هيجارتي
تيموثي جون هيجارتي (بالإنجليزية: Timothy John Hegarty)‏ هو كاتب أغاني بريطاني، ولد في 7 نوفمبر 1965 في ديري في المملكة المتحدة.